# Сан Ђовани (Беневенто)
Сан Ђовани је насеље у Италији у округу Беневенто, региону Кампанија.
Према процени из 2011. у насељу је живело 196 становника. Насеље се налази на надморској висини од 333 м.